# Взросление в Кархайде

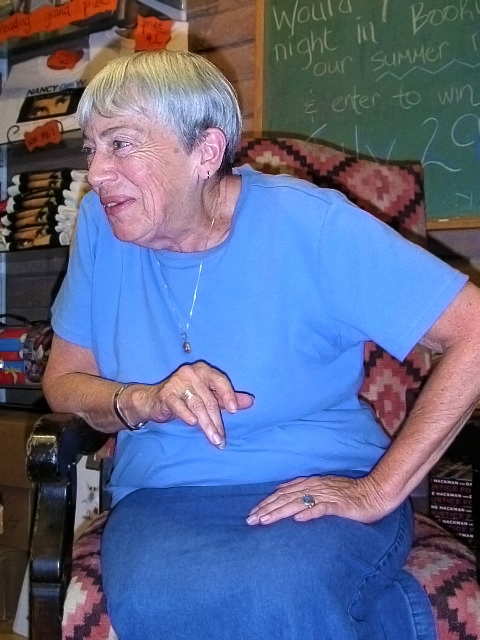
Урсула Ле Гуин

«Взросление в Кархайде» («Зрелость в Кархайде», англ. Coming of Age in Karhide) — фантастический рассказ американской писательницы Урсулы Ле Гуин. Входит в Хайнский цикл, а также сборник «День рождения мира», сюжетно связан с двумя более ранними произведениями, действие которых происходит на вымышленной планете Гетен: романом «Левая рука Тьмы» и рассказом «Король планеты Зима», хронологически является их сиквелом.
Жители планеты Гетен — двуполые гуманоиды, большую часть жизни они не обладают выраженными половыми признаками и сексуально не активны, однако в период так называемого кеммера, который длится 2-4 дня каждый лунный месяц, приобретают мужские или женские признаки.
Когда я писала первый рассказ в этой книге — «Взросление в Кархайде», — я вернулась на Гетен двадцать пять — тридцать лет спустя. В этот раз моё восприятие не было затуманено предрассудками честного, но смущенного донельзя мужчины-терранина. Я могла прислушаться к голосу гетенианина, которому, в отличие от Эстравена, нечего скрывать. У меня не было сюжета, пропади он пропадом. Я могла задавать вопросы. Могла разобраться в их половой жизни. Забралась, наконец, в дом кеммера. В общем, повеселилась, как могла.

 — Урсула Ле Гуин в предисловии к сборнику «День рождения мира».

## Сюжет
Рассказ написан от первого лица. Главный герой, Сов Таде Таге эм Эреб, рассказывает о своей жизни, начиная с места рождения. Сов живет в большой семье, состоящей из бабушки, ее детей и их детей. «Отцов» в семье нет, так как представители данного семейства по какой-то причине предпочитают не заключать постоянные союзы, а беременеть от случайных партнеров. 
В четырнадцать лет у Сов начинается половое созревание, которое он(а) переживает довольно тяжело. Это связано с сильными изменениями в организме, к тому же половая зрелость у гетенианцев предполагает необходимость сразу же вступать в половые контакты. Сов кажется, что кеммер обезличивает человека, подчиняет его одной только физиологии. По совету бабушки перед наступлением кеммера Сов ненадолго отправляется в Цитадель (местный аналог монастыря). 
По возвращении Сов вступает в кеммер. Все родственники радостно отмечают это событие, поздравляя Сов и торжественно провожая в Дом кеммера — специальное заведение, где каждый, у кого нет постоянного партнера, может заняться сексом с другим пришедшим. Сов входит в кеммер по женскому типу. В свой первый кеммер Сов попробовала несколько партнеров и о каждом у нее остались хорошие воспоминания. 
От одного из знакомых по дому кеммера Сов узнал(а) о работе на радио, что в дальнейшем стало его(ее) профессией на всю жизнь. Как и родственники, Сов жил(а) в материнском доме и родила детей как женщина, не имея постоянного партнера по кеммеру.